# Енцо Б'яджі
Енцо Б'яджі (італ. Enzo Biagi; 9 серпня 1920 — 6 листопада 2007) — відомий італійський журналіст і письменник.

## Біографія
9 травня 2001, під час передвиборчої кампанії в Італії, Б'яджі в своєму 10-хвилинному шоу «Il fatto» («Факт») на каналі «Rai Uno» взяв інтерв'ю у відомого актора і режисера Роберто Беніньї. В ході бесіди Беніньї висміяв кандидата на пост прем'єр-міністра Сільвіо Берлусконі, виступивши на підтримку іншого кандидата — Франческо Рутеллі. Б'яджі продовжував виступати з критикою Берлусконі на сторінках «Corriere della Sera». А 26 травня 2005 року він знову з'явився на телебаченні, цього разу як інтерв'юйований. Нарешті, 22 квітня 2007 року, під час недовгого прем'єрства Романо Проді, Б'яджі повернувся на телебачення з новим шоу «Rotocalco Televisivo», яке вів до кінця життя.